# Orbaneja del Castillo
Orbaneja del Castillo ist ein ca. 40 Einwohner zählendes Dorf in der Gemeinde Valle de Sedano in der spanischen Provinz Burgos in der Autonomen Gemeinschaft Kastilien-León. Aufgrund seiner Lage und seines mittelalterlichen Ortsbildes wurde der Ort im Jahr 1993 als Kulturgut (Bien de Interés Cultural) in der Kategorie Conjunto histórico-artístico anerkannt. 

## Lage
Der Ort Orbaneja del Castillo befindet sich in einer Höhe von ca. 710 m bis 730 m ü. d. M. in einer Schleife des Flusses Ebro etwa 65 km (Fahrtstrecke) nördlich von Burgos nahe der Grenze zur Region Kantabrien. Die Entfernung nach Sedano, dem Hauptort der Gemeinde, beträgt ca. 22 km.

## Wirtschaft
Die Einwohner des Ortes lebten über Jahrhunderte von der Landwirtschaft, zu der auch ein wenig Weinbau und Viehzucht gehörten. Mittlerweile ist der Tourismus in Form der Vermietung von Ferienwohnungen (casas rurales) zu einer wichtigen Einnahmequelle geworden.

## Geschichte
Aufgrund des Ortsnamens ist anzunehmen, dass der Ort einst durch eine Burg (castillo) gesichert war; es könnte sich aber dabei auch um eine bildhafte Umschreibung der burgartigen Felsformationen in der Umgebung handeln. Im 15. Jahrhundert erhielt der Ort von den Katholischen Königen Isabella und Ferdinand die Stadtrechte; etwa zur selben Zeit entstand die kleine Pfarrkirche des Ortes. In den 1970er Jahren wurde Orbaneja zusammen mit dem Nachbarort Escalada in die Gemeinde ‚Valle de Sedano‘ eingemeindet.

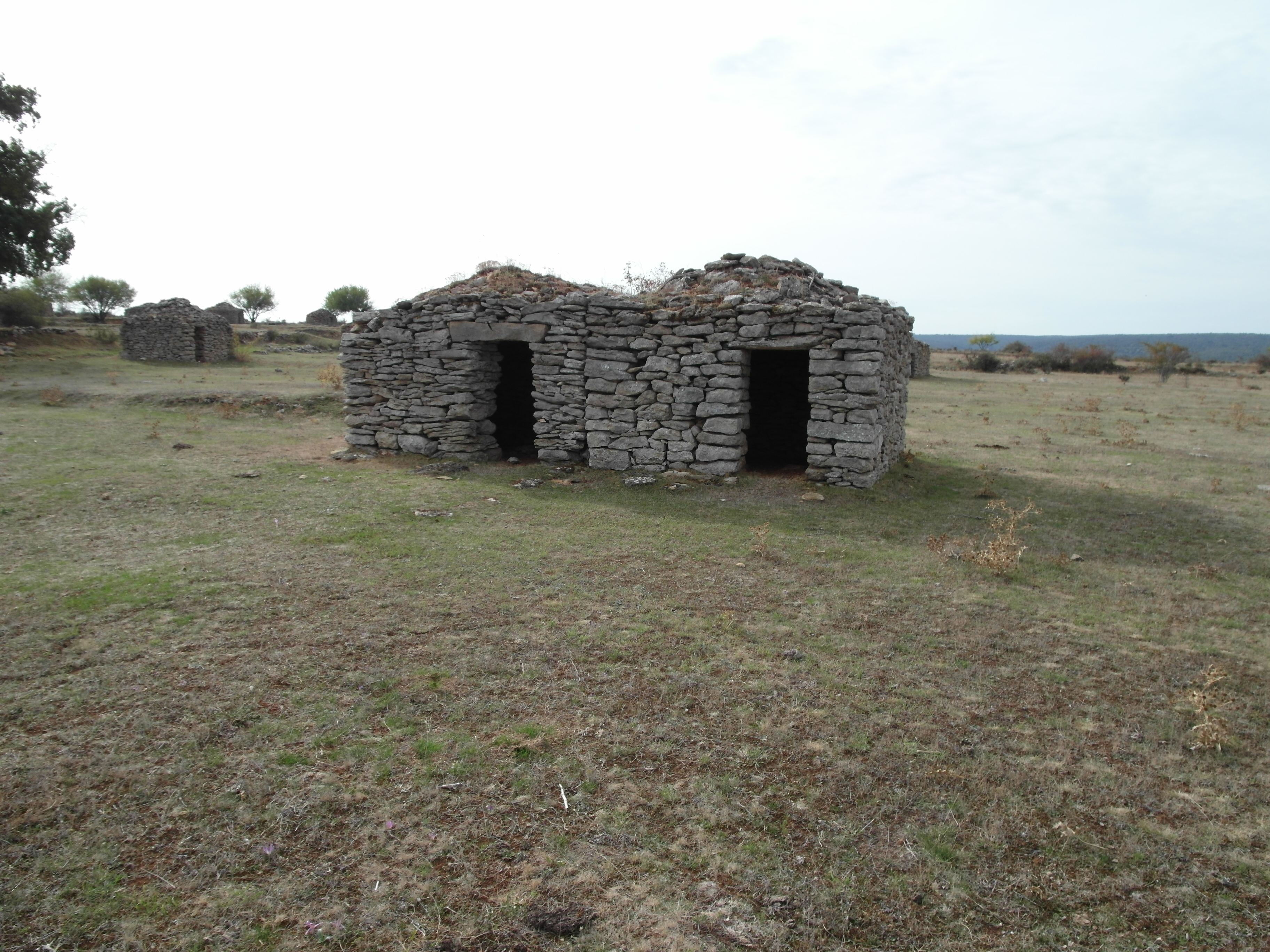
Feldsteinhütten

## Sehenswürdigkeiten
- Der Ort beeindruckt hauptsächlich durch seine von eigenartigen Kalksteinfelsen umschlossene Lage an einem Hang des Ebro-Tals.
- In der Cueva de Agua entspringt eine Quelle, deren Wasser – je nach Stärke oder Dauer der Regenfälle – wasserfallartig nur wenige Meter an den Häusern des Ortes vorbei hinabrauscht.
- In der ebenen Landschaft oberhalb des Ortes stehen zahlreiche Feldsteinhütten (chozas oder cabanas) mit rundem oder quadratischem Grundriss, deren Dächer kraggewölbeartig konstruiert sind; die ländlichen Bauten dienten einst der Bewachung der Felder vor Diebstählen durch Vögel und Menschen.